# Gustaf Andersson (sjukkassedirektör)
Erik Gustaf Andersson, född 8 juli 1895 i Klosters församling i Södermanland, död 24 november 1958 i Sankt Nicolai församling i Södermanland, var en svensk socialdemokratisk politiker, sjukförsäkringstjänsteman och landshövding.

## Biografi
Efter att han slutat skolan anställdes Andersson som verkstadsarbetare vid Munktells Fabriker i Eskilstuna och arbetade där 1917–1928, blev ordförande i kommunalnämnden och fattigvårdsstyrelsen i Torshälla socken 1929–1930, verkställande tjänsteman vid Eskilstuna stads erkända Centralsjukkassa från 1931 och direktör där 1933–1958, ledamot av direktionen för Centrallasarettet i Eskilstuna, vice ordförande i direktionen för Sörmlands läns Sanatorium och landsting. Andersson satt i Eskilstuna stadsfullmäktige och var där ledamot av Beredningsutskottet. Han utnämndes till landshövding i Södermanlands län och tillträdde posten den 1 juli 1958 och avled knappt fem månader senare den 24 november 1958.
Andersson var ledamot av riksdagens andra kammare 1941–1948 och tillhörde första kammaren från 1948 till sin död (under andra lagtima riksmötet detta år) invald i Södermanlands och Västmanlands läns valkrets. I riksdagen skrev han åtta egna motioner, bland annat i socialförsäkringsfrågor, som införande av obligatorisk dödsfallsförsäkring. Han var ledamot av Södermanlands läns landsting 1923–1958 och dess ordförande 1947–1958, ledamot av dess förvaltningsutskott från 1932 och dess ordförande 1947–1958.

### Familj
Gustaf Andersson var son till lantbrukaren Gustaf Andersson och Olivia Karlsson. Han var från 1932 gift med Astrid Castegren.

### Fotnoter
1. ↑  Norberg, Anders; Björn, Asker; Andreas, Tjerneld (1988). Tvåkammarriksdagen 1867–1970: ledamöter och valkretsar (band 1). Stockholm: Almqvist & Wiksell International. sid. 359. Libris 498953. ISBN 9122012869. Läst 1 januari 2022
2. ↑  
Riksdagsdokument EH2C343 /  /  - Motion 1956:343 Första kammaren , 25 januari 1956   - Av herr Andersson, Gustaf, m. fl., om införande av en obligatorisk dödsfallsförsäkring.